# Rittmeister

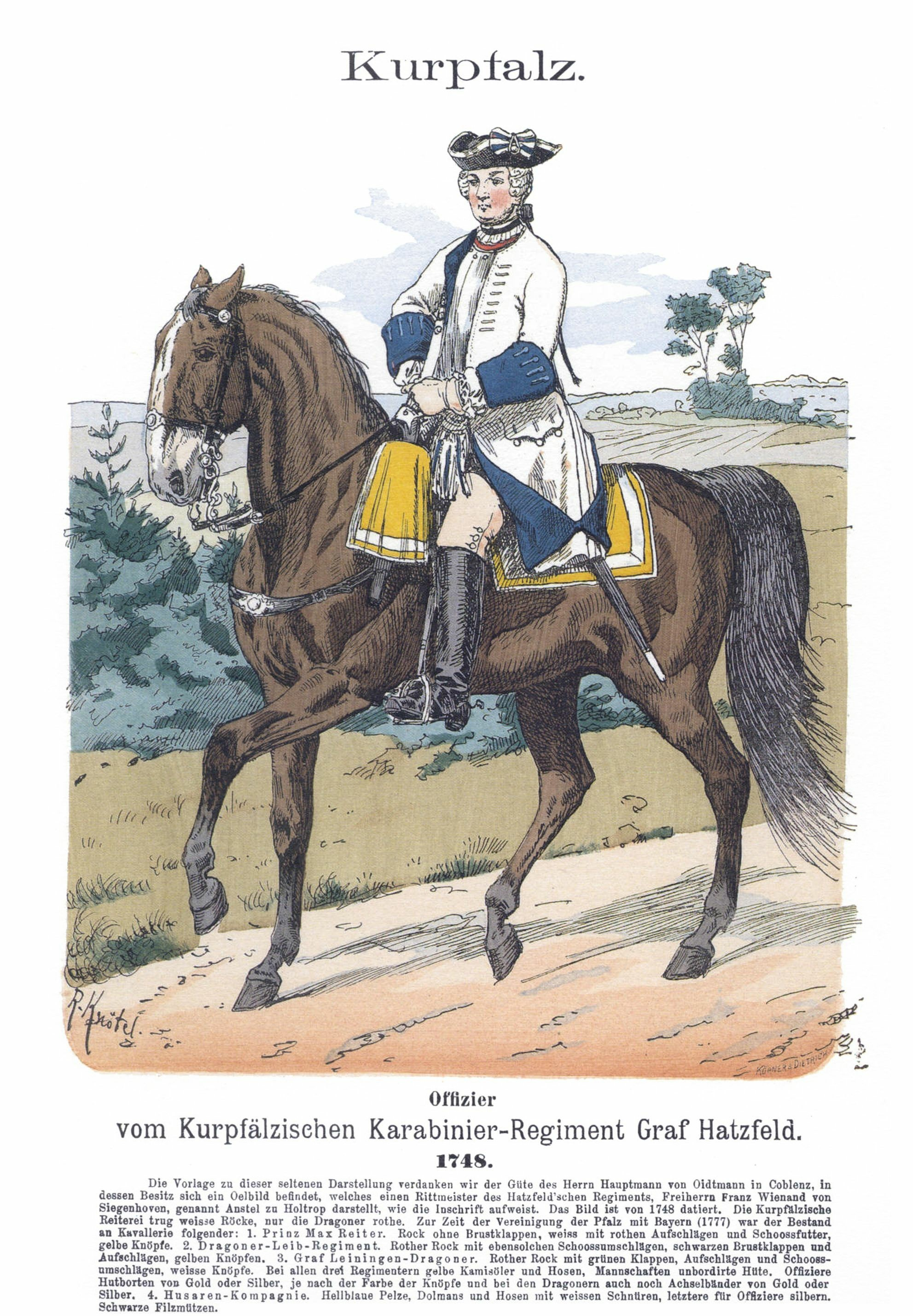
Rittmeister im kurpfälzischen Karabinier-Regiment Graf Hatzfeld, 1748

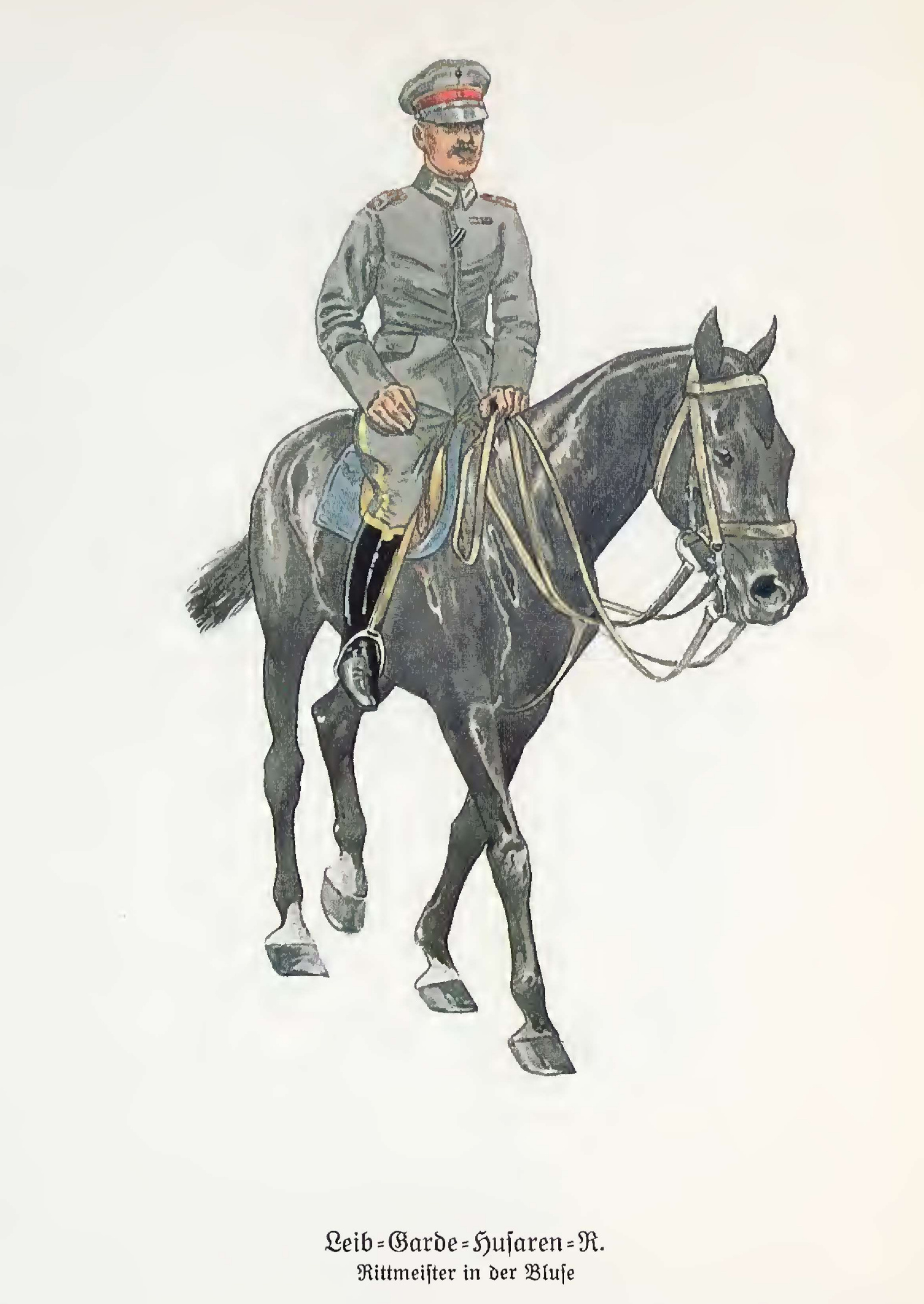
Rittmeister des preußischen Leib-Garde-Husaren-Regiments in feldgrauer Uniform, 1915

Rittmeister ist eine historische Dienstgradbezeichnung für Offiziere der Kavallerie und anderer berittener Einheiten in Deutschland und in Österreich. Die Bezeichnung ist nicht zu verwechseln mit Rottmeister.

## Deutschland und Österreich
Der Dienstgrad entsprach dem des Hauptmanns bzw. Kapitäns bei den Fußtruppen, analog verhielt es sich mit dem Stabskapitän und dem Stabsrittmeister. Auch bei reitenden Abteilungen der Feldartillerie sowie beim Train war der Dienstgrad Rittmeister in Deutschland gebräuchlich. Die Dragoner, ursprünglich als berittene Infanterie gegründet, wechselten von der Bezeichnung Kapitän zu Rittmeister (und von Fähnrich zu Kornett sowie von Fahnenjunker zu Standartenjunker), erst nachdem sie in die leichte Kavallerie eingegliedert worden waren. In Preußen geschah dies 1819 (gemeinsam mit den Husaren, die jedoch von Anbeginn nur Kavalleriedienstgrade geführt hatten). Kavallerieoffiziere, die zu anderen Truppengattungen, wie beispielsweise der Fliegertruppe, versetzt wurden, konnten bei anstehenden Beförderungen ebenfalls zu Rittmeistern befördert werden. 
In der Reichswehr blieb der Dienstgrad seit 1920 auf die Kavallerie, die Nachrichtentruppe sowie die Fahr- bzw. Nachschubtruppe beschränkt, er entfiel also in der Artillerie. Im Heer der Wehrmacht existierte die Bezeichnung Rittmeister in jenen motorisierten Aufklärungsabteilungen des Heeres weiter, die in der Tradition der Kavallerie standen; seit 1939 jedoch nicht mehr in den Radfahrabteilungen (Ausnahme Radf Abtl 1) und in der Fahrtruppe (Ausnahmen FA-Abtl. 14 und 24). Seit Juli 1944 gab es die Bezeichnung auch in den Luftwaffenjägerregimentern der Luftwaffen-Felddivisionen.
In allen Abteilungen, die anstelle des Hauptmanns die Rangbezeichnung Rittmeister verwendeten, trat im Unteroffizierkorps an die Stelle der Bezeichnung Feldwebel die Bezeichnung Wachtmeister (Unterwachtmeister, Stabswachtmeister usw.). Umgekehrt galt dies allerdings nicht: im Heer einst bei den Dragonern (siehe oben), bei der Artillerie, Nebeltruppe, Heeresflak und, seit Ende 1941, bei der Propagandatruppe; ferner nicht in der Luftwaffe bei der Artillerie und Flak der Lw-Felddivisionen (einschließlich Fallschirmdivisionen) und bei den Veterinärtruppen (wo im Juli 1943 die Bezeichnung Wachtmeister, nicht aber Rittmeister eingeführt worden war).
In Deutschland erlosch die Dienstgradbezeichnung Rittmeister mit der Kapitulation der Wehrmacht 1945. In Österreich wurde er bei Polizei und Gendarmerie erst im Jahre 1978 abgeschafft.

## Nicht-deutscher Sprachraum
Die Bezeichnung existiert heute noch bei der Kavallerie Norwegens (rittmester) sowie bei der Kavallerie und der in deren Tradition stehenden Panzertruppe der Niederlande (ritmeester). In Polen wurde die entsprechende Rangbezeichnung (rotmistrz) 1947 abgeschafft, in Dänemark (ritmester) 1951, in Schweden (ryttmästare) 1972.
In der polnischen Armee kommandierte ein Rotmistrz (belegt seit dem 15. Jahrhundert) ursprünglich eine sogenannte Rota (Rotte, vgl. Rottmeister). Der Offiziersgrad Rotmistrz diente dann als Kommandeur einer Infanterie- oder Kavalleriekompanie, manchmal eines ganzen Regiments oder auch noch größerer Verbände. Später reservierte man die Bezeichnung für die Hauptleute berittener Einheiten. Genauso wie bei der Wehrmacht blieb dieser Dienstgrad bei der polnischen Kavallerie bis 1945 als Äquivalent zum Hauptmann der Fußtruppen bestehen.
Auch in der russischen Rangtabelle existierte zeitweilig der militärische Offiziersgrad eines „ротмистр“ (rotmistr). Die litauische Variante des Ranges war rotmistras. In der tschech(oslowak)ischen Armee bezeichnet(e) der Dienstgrad rotmistr dagegen nur einen Unteroffiziersgrad (übersetzt Rottmeister), der dem eines Wachtmeisters bzw. Feldwebels entspricht.
Bei der berittenen schwedischen Leibgarde (Livgardet) werden die Kommandeure des Reiterkorps (unabhängig von ihrem Rang) ryttmästare genannt, was in diesem Fall als Ehren- oder Dienststellungsbezeichnung und nicht als militärischer Dienstgrad aufzufassen ist.